# Gao (Xia)
Gao – 15. władca Chin z dynastii Xia, panujący w latach 1848–1838 p.n.e.